# Wang Ka
Koordinaten: 15° 9′ N, 98° 27′ O

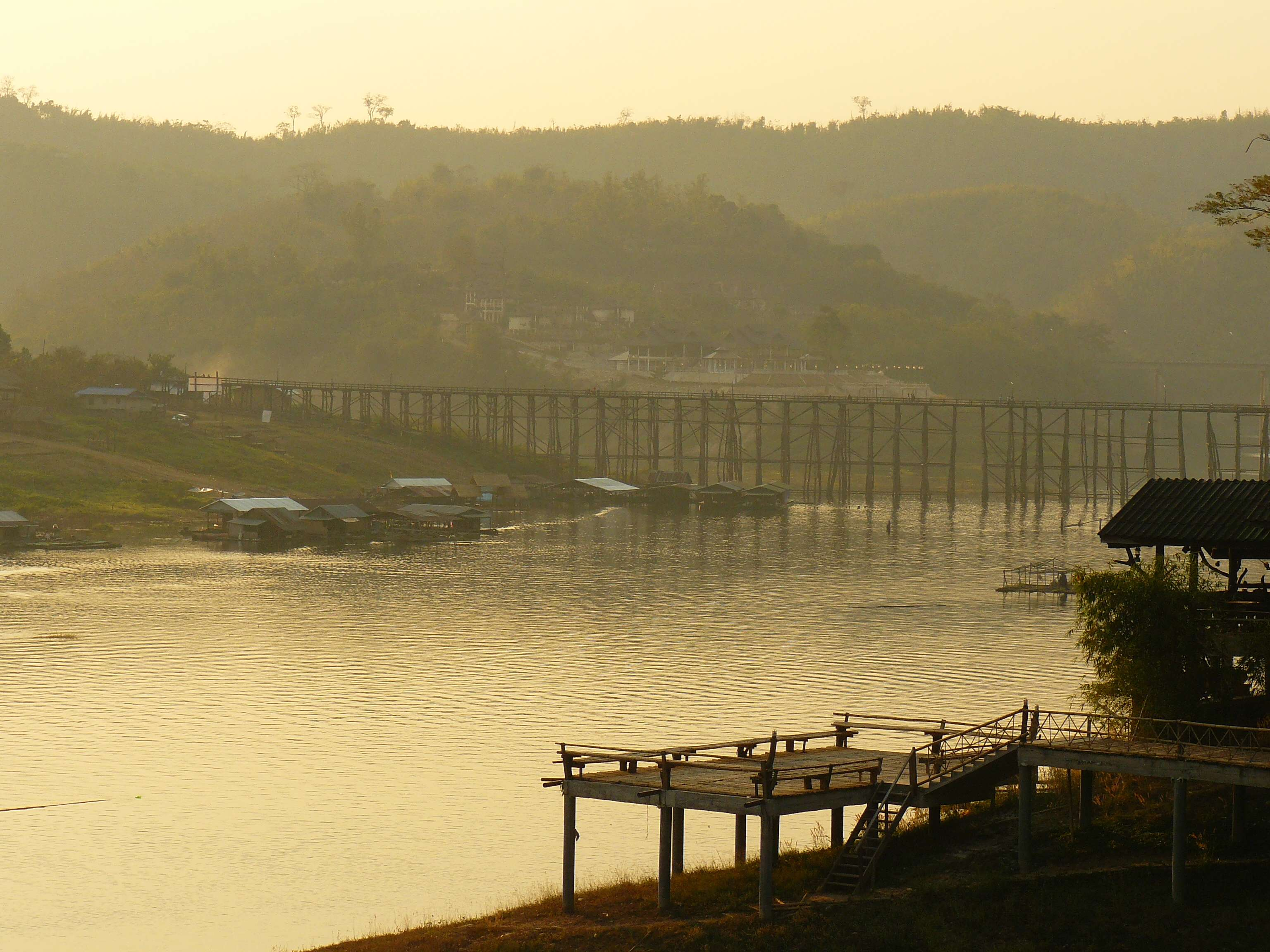
Die so genannte „Mon-Brücke“ nahe der Stadt Wang Ka

Wang Ka (Thai วังกะ) ist eine Kleinstadt (เทศบาลตำบลวังกะ) im Landkreis (Amphoe) Sangkhlaburi im nördlichen Teil der Provinz Kanchanaburi. Die Provinz Kanchanaburi liegt im Westen der Zentralregion von Thailand an der Grenze nach Myanmar (Birma).

## Geographie
Wang Ka liegt im äußersten Westen von Thailand in der Nähe der Grenze zu Birma. Die Kleinstadt liegt am nördlichen Rand des Khao-Laem-Stausees, der durch die Vajiralongkorn-Talsperre im Maenam Kwae Noi (Kwae-Noi-Fluss) gebildet wird.
In der Nähe befindet sich der Drei-Pagoden-Pass, lange Zeit ein Einfallstor für militärische Expeditionen von beiden Seiten der Grenze aus.
Neben den Thai wohnen hier auch zahlreiche Angehörige der Bergvölker des Landes, wie Hmong und Karen.

## Sehenswürdigkeiten
Hauptattraktion von Wang Ka ist die idyllische Gegend, in die die Stadt eingebettet ist. Sie liegt an einem schönen See, der eigentlich durch eine flussabwärts gelegene Staustufe des Maenam Kwae Noi gebildet wird.
- Wat Wang Wiwekaram – am nördlichen Seeufer mit einem ungewöhnlichen Chedi, in der Nähe des Tempels befindet sich auch eine größere Siedlung der Mon, wo frühmorgens ein Markt stattfindet.
- Drei-Pagoden-Pass – über Jahrhunderte hinweg ein Einfallstor für birmanische Invasoren mit drei weiß getünchten Chedis; etwa 23 km nordwestlich von Wang Ka gelegen
- Nationalpark Khao Laem (Thai: อุทยานแห่งชาติเขาแหลม)[1].
- Zu den besonderen Sehenswürdigkeiten zählt auch die längste Holzbrücke Thailands nördlich des Nationalparks Khao Laem, die so genannte „Mon-Brücke“.